# اتفاقية ساعات عمل البحارة وتزويد السفن بالطواقم 1996
اتفاقية ساعات عمل البحارة وتزويد السفن بالطواقم، 1996 هي من اتفاقيات منظمة العمل الدولية.

أنشئت عام 1996، وجاءت ديباجتها:
وإذ يشير إلى بدء نفاذ اتفاقية الأمم المتحدة لقانون البحار، 1982 في 16 تشرين الثاني / نوفمبر 1994

وإذ قرر اعتماد بعض المقترحات المتعلقة بمراجعة الاتفاقية المتعلقة بالأجور وساعات العمل على متن السفن وطواقمها (مراجعة) 1958 والتوصية المتعلقة بالأجور وساعات العمل وأعداد العاملين على ظهر السفن، 1958.

## اتفاقية ساعات عمل البحارة وتزويد السفن بالطواقم و كوفيد-19
في أعقاب تفشي وباء كوفيد -19، دعت منظمة العمل الدولية (ILO) بالاشتراك مع اتفاقية ساعات عمل البحارة واتفاقية تزويد السفن بالطواقم الحكومات إلى اتخاذ جميع التدابير الممكنة لحماية البحارة واتخاذ خطوات للحد من خطر الإصابة بعدوى فيروس كوفيد-19. تهدف مذكرة منظمة العمل الدولية إلى تنسيق رؤية المنظمة البحرية الدولية (IMO) ومنظمة الصحة العالمية (WHO) لمنع انتشار كوفيد-19. أكد بيان مشترك أصدرته منظمة الطيران المدني الدولي (ICAO) والمنظمة البحرية الدولية (IMO) ومنظمة العمل الدولية (ILO) في 22 مايو 2020 على الدعوة إلى اعتبار رتبة عامل أساسي للبحارة مما يخفف من قيود السفر لأطقم السفن ويسهل عليهم الانضمام إلى السفن أو مغادرتها.

## تصديقات
اعتبارًا من عام 2013، تم التصديق على الاتفاقية من قبل 21 دولة. ومع ذلك، فقد شجبته جميع هذه الدول فيما بعد باستثناء سبع.

## وصلات خارجية
- النص
- التصديقات